# Particle Data Group
Il Particle Data Group è una collaborazione internazionale di fisici delle particelle che analizzano e compilano i risultati pubblicati riguardanti le proprietà delle particelle elementari e delle interazioni fondamentali. Inoltre pubblica rassegne di risultati teorici che sono fenomenologicamente rilevanti, anche riguardanti la cosmologia. Il Particle Data Group attualmente pubblica il Review of Particle Physics e la sua versione tascabile Particle Data Booklet, che è stampata ogni due anni, e aggiornata in Internet annualmente.
Il Particle Data Group pubblica anche il Pocket Diary for Physicists, un calendario con le date delle maggiori conferenze internazionali e i contatti con i maggiori istituti di fisica delle alte energie.